# 奧歷山大
奧歷山大（羅馬化：Oleksandr），又譯奥列克桑德、奧列克桑德爾、奧列克山大和奧列克山卓等，是烏克蘭男性名字，亞歷山大一名之變體。最初最初源自古希臘語的，意爲“人民的保护者”。此名在乌克兰十分普遍，是新生儿最流行的五个名字之一。乌克兰语中的阴性形為奧歷山德拉。父名形式為奧历山德罗维奇（；男）和奧歷山德里芙娜（；女）。小名非常多，有薩什科、奧萊斯（或奧列斯 / 奧萊西 / 奧列西）、奧萊西克、萊斯（或列斯）、萊西克、奧萊利科、奧萊什科、舒里克、亞力克斯和阿利克等等。新華社等“官媒”仍以“亞歷山大”譯出此名。

## 人物
- 奥列西·冈察尔（1918年—1995年），本名奧歷山大·特倫蒂約維奇·岡察爾，烏克蘭作家，前蘇聯異見人士
- 萊斯·庫爾巴斯（1887年—1937年），本名奧歷山大-澤農·斯特潘諾維奇·庫爾巴斯，蘇維埃烏克蘭導演，長年被蘇聯政府打壓，被處決的文藝復興的標志性人物

## 備注
1. 在英文中又可爲“Olexandr”或“Olexander”，唯純羅馬化式的“Oleksandr”的使用率壓倒性超越前兩者
2. ↑  烏克蘭語羅馬化：Oleksandrovych
3. ↑  烏克蘭語羅馬化：Oleksandrivna